# Abtausch
Der Abtausch ist eine Situation im Schachspiel, in der eine Figur eine gegnerische schlägt und anschließend selbst geschlagen wird. Im engeren Sinne spricht man von einem Abtausch nur dann, wenn die beiden geschlagenen Figuren denselben Tauschwert haben, andernfalls von einem Opfer, insbesondere einem Qualitätsopfer, falls ein Turm gegen einen Läufer oder Springer getauscht wird. Durch einen Abtausch ändert sich das materielle Gleichgewicht nicht. Trotzdem kann ein Abtausch bedeutende Folgen haben:
- Durch einen Bauerntausch ändert sich die Bauernstruktur einer Partie, indem z. B. Linien geöffnet werden.
- Ist die geschlagene Figur von einem Bauern gedeckt, so bewirkt das Zurückschlagen eine Änderung der Bauernstruktur. Dies kann vorteilhaft sein, wenn dadurch Linien oder Diagonalen für die eigenen Figuren geöffnet werden, es kann aber auch nachteilig sein, etwa durch die Entstehung von Doppelbauern. Auch Isolanis entstehen durch Bauernschlagzüge. Ob sie stark oder schwach sind, hängt von der Stellung ab.
- Durch Abtausch einer Angriffsfigur wird die Fortsetzung des Angriffs erschwert. Umgekehrt kann der Abtausch einer Verteidigungsfigur die Verteidigung schwächen. Meistens profitiert jedoch eher die passivere Seite von einem Figurenabtausch.
- Durch den Abtausch machen sich geringe materielle Unterschiede stärker bemerkbar. Daher wird die Seite, die einen materiellen Vorteil hat, meist den Abtausch anstreben und die gegnerische Seite ihm eher aus dem Weg gehen.
- Die Verringerung der Gesamtzahl von Figuren auf dem Schachbrett durch Abtausch nennt man auch Stellungsvereinfachung. Besonders stark wirkt sich in diesem Sinne der Damentausch aus. Sie führt dazu, dass sich die Partie aus dem Mittelspiel mehr in Richtung Endspiel bewegt. Die Seite, die sich einen Vorteil von einem Übergang ins Endspiel erhofft, weil sie z. B. einen Freibauern besitzt, wird deshalb eher zu einem Figurentausch neigen als die gegnerische Seite. Eine Stellungsvereinfachung dient manchmal auch einfach dazu, komplizierten taktischen Berechnungen aus dem Weg zu gehen, z. B. weil sich der betreffende Spieler in Zeitnot befindet.
- Springer und Läufer haben denselben Tauschwert. Das bedeutet, dass sie im Durchschnitt aller Partien etwa gleich wirkungsvoll sind. Es gibt jedoch Stellungen, in denen entweder der Läufer oder der Springer stärker erscheint, so dass der Tausch von Läufer gegen Springer eine Seite in Vorteil bringt. Dies gilt häufig dann, wenn durch den Tausch das Läuferpaar für einen Spieler verloren geht. Außerdem hängt der strategische Wert eines Läufers stark von der Position der eigenen und gegnerischen Bauern ab. Ist ein Läufer „stark“, so ist oft das gegnerische Pendant „schwach“. Der Tausch eines starken gegen einen schwachen Läufer ist in jedem Fall ein Vorteil für die Seite mit dem schwachen Läufer.
- Durch Abtausch kann ein Tempo gewonnen werden: Dies ist insbesondere dann der Fall, wenn die schlagende Figur einer anderen eigenen Figur den Weg versperrt. Anstatt die störende Figur einfach nur wegzuziehen, ist es manchmal möglich, das Wegziehen mit einem Abtausch zu kombinieren. Siehe auch Abzug (Schach). Außerdem kann es ein Tempo sparen, wenn eine Figur getauscht wird, statt dass sie sich zurückzieht, wenn sie angegriffen wird.